# Commitment to Development Index
Der Commitment to Development Index (CDI, deutsch etwa: Index des Einsatzes für Entwicklung), der jährlich vom Center for Global Development veröffentlicht wird, bewertet die reichsten Länder der Welt danach, wie ihre politischen Entscheidungen das Leben der fünf Milliarden Menschen, die in ärmeren Länder leben, beeinflussen. Da vielfältige Verbindungen zwischen reichen und armen Ländern bestehen, geht der Index über die typischen Vergleichsgrößen (wie Entwicklungshilfe) hinaus. Stattdessen misst er die „Entwicklungsfreundlichkeit“ (development-friendliness) von 27 der reichsten Länder, die alle Mitglied des Development Assistance Committee der OECD sind. Der CDI bewertet die Bemühungen der Staaten in sieben Politikfeldern: Entwicklungshilfe, Handel, Finanzen, Migration, Umwelt, Sicherheit und Technologie. Dadurch demonstriert der Index, dass es bei Entwicklungshilfe nicht nur um Quantität, sondern auch um Qualität geht und, dass Entwicklungspolitik mehr ist als nur Entwicklungshilfe. Deswegen erhalten solche Länder, die mit einer Hand geben – etwa durch Entwicklungshilfe oder Investitionen –, aber mit der anderen nehmen – etwa durch Handelsbarrieren und Umweltverschmutzung –, Abzüge.
2016 rangierte Finnland auf dem ersten Platz, gefolgt von Dänemark, Schweden, Frankreich und Portugal. Polen, Japan und die Schweiz nahmen die drei letzten Plätze ein, zum Teil wegen ihrer restriktiven Handelspolitik. Österreich fand sich auf Platz 7 wieder, hat aber Verbesserungsbedarf in den Bereichen Finanzen, Entwicklungshilfe und Handel. Deutschland ist im Platz 15 im Mittelfeld gelistet, wobei Migrations- und (zum Teil) Umweltpolitik positiv und fehlende Investitionsvereinbarungen negativ ins Gewicht fielen.

## Geschichte des CDI
Der CDI ist das Aushängeschild unter den Initiativen des Center for Global Development (CGD), einer nicht profitorientierten Denkfabrik in Washington, DC, mit europäischer Niederlassung in London. Der Index wurde zuerst im Jahr 2003 im Magazin Foreign Policy veröffentlicht und zielte darauf ab, Diskussionen anzustoßen, Wissenslücken zu füllen und auf politische Reformen zu drängen. Bis 2006 wurde der CDI gemeinsam mit Foreign Policy veröffentlicht, danach gab ihn das CGD alleine heraus. David Roodman, Senior Fellow am Center for Global Development, ist für die Konstruktion des Indexes zuständig, und greift dabei auf die Forschung von auf die jeweiligen Gebiete spezialisierten Experten zurück. Obwohl die Berechnung des CDI im Wesentlichen unverändert bleibt, werden jedes Jahr geringe methodologische Anpassungen vorgenommen und die Indikatoren ständig auf den neuesten Stand gebracht.
Ursprünglich enthielt der Index nur 21 Staaten. Südkorea wurde 2008 hinzugefügt und 2012 wurden fünf europäische Länder ergänzt: Tschechien, Ungarn, Luxemburg, Polen und die Slowakei.

## Bestandteile

### Entwicklungshilfe
Der erste Bestandteil des CDI ist Entwicklungshilfe, wobei sowohl die Quantität (der Prozentanteil am Bruttoinlandsprodukt des Geberlandes) als auch die Qualität beurteilt wird. Gebundene Entwicklungshilfe, die die Empfänger dazu verpflichtet, Produkte der Geberländer zu kaufen, und somit die Projektkosten zwischen 15 und 30 Prozent erhöht, wird negativer beurteilt. Dagegen gibt es Pluspunkte für Hilfe an arme, gut regierte Länder: so werden beispielsweise Zahlungen an Äquatorialguinea – wo Korruption weitverbreitet und der Rechtsstaat schwach ist – mit 15 Cent pro Dollar bewertet, während Hilfe für Ghana – das arm ist, aber relativ gut regiert wird – mit 94 Cent pro Dollar in die Berechnung einfließt. Abzug gibt es auch, wenn Geberländer die Funktionäre in Empfängerländern mit zu vielen kleinen Hilfsprojekten überfordern. Zu guter Letzt fließt es positiv in den Indikator mit ein, wenn Regierungen ihren Bürgern erlauben, Spenden von der Steuer abzusetzen, da diese zum Teil an Nichtregierungsorganisationen gehen, die in Entwicklungsländern tätig sind.

### Handel
Seit Jahrhunderten ist internationaler Handel eine treibende Kraft für ökonomische Entwicklung. Da aber die hochpolitisierten Handelsvereinbarungen maßgeblich von reichen Ländern beeinflusst werden, bestehen für einige der wichtigsten Produkte ärmerer Länder (z. B. landwirtschaftliche Produkte) hohe Handelsbeschränkungen. Darum fließt es negativ in den Handelsindikator des CDI ein, wenn ein reiches Land Beschränkungen für landwirtschaftliche Erzeugnisse, Textilien und andere Güter aus armen Ländern erhebt. Neben Importzöllen zählen dazu auch Subventionen für die heimische Landwirtschaft, da sie zu Überproduktion und somit niedrigeren Weltmarktpreisen führen.

### Finanzen
Diese Komponente wurde zuvor Investment genannt. Reiche Länder, deren Politik Investitionen und finanzielle Transparenz fördert, schneiden besser ab als solche, die dies nicht tun. Zwei Arten von Kapitalflüssen sind dabei relevant: Ausländische Direktinvestitionen und Portfolioinvestitionen. Die Komponente basiert auf zwanzig Fragen, darunter: Bieten die Regierungen reicher Länder Versicherungen gegen politische Risiken an, die Unternehmen dazu ermutigen, in armen Ländern zu investieren, deren politisches Klima andernfalls als zu unsicher gewertet würde? Gibt es Steuerbestimmungen oder -verträge, die verhindern, dass Investoren sowohl zu Hause als auch in dem Land, in dem sie investieren, Steuern zahlen müssen?

### Migration
Sowohl die Migration von ausgebildeten als auch die von ungelernten Arbeitern fließen in den CDI ein, wobei letztere stärker gewichtet wird. Der Index nutzt Daten zur Bruttoimmigration aus Entwicklungsländern und zum Nettozuwachs der Anzahl ungelernter Migranten aus diesen Ländern. Darüber hinaus sind die Offenheit des Bildungssystems für Studenten aus armen Ländern sowie Hilfe für Flüchtlinge und Asylsuchende relevant.

### Umwelt
Reiche Länder nutzen knappe Ressourcen überproportional aus, während arme Länder den Folgen von globaler Erwärmung und Umweltverschmutzungen am stärksten ausgesetzt sind. Die Umweltkomponente bewertet die Aktivitäten reicher Länder zur Reduktion ihrer überproportionale Nutzung globaler Allmendegüter. Sinkenden Treibhausgasemissionen, hohe Mineralölsteuern, keine Subventionierung der Fischereiindustrie und Importkontrollen gegen illegale Abholzung tropischer Wälder wirken sich positiv auf das Ranking eines Landes aus.

### Sicherheit
Die Sicherheitskomponente des CDI vergleicht reiche Länder bezüglich militärischer Aktionen, die sich auf Entwicklungsländer auswirken. So werden die finanziellen und personellen Beiträge zu friedenserhaltenden Operationen und humanitären Interventionen berücksichtigt, wobei lediglich Aktionen gezählt werden, die von einem internationalen Organ wie dem UN-Sicherheitsrat oder der NATO genehmigt wurden. Positiv fließt auch die Sicherung der Seewege mit ein, ebenso wie die Teilnahme an internationalen Sicherheitsabkommen, wie dem Kernwaffenteststopp-Vertrag, der Ottawa-Konvention und dem Internationalen Strafgerichtshof. Abzüge gibt es dagegen für Waffenexporte an undemokratische oder stark aufrüstende Länder.

### Technologie
Die technologische Komponente des CDI analysiert die Maßnahmen reicher Länder zur Unterstützung der Entwicklung und Verbreitung neuer Technologien, welche das Leben in Entwicklungsländern entscheidend verändern können. Subventionen für Forschung und Entwicklung (F&E) positiv gewertet. Dagegen sind Gesetze zum Schutz geistigen Eigentums, die den internationalen Innovationsfluss hemmen, ein negativer Faktor. Beispiele sind Patentgesetze, die die Interessen derjenigen, die die Innovation herbeigeführt haben, zu stark gegenüber den Interessen der Nutzer gewichten.